# واندور لنانسی
شهر واندور لنانسی (به فرانسوی: واندور لنانسی) در شهرستان مورته موزل در ناحیه لورن با جمعیت ۳۱٬۴۴۷ نفر در کشور فرانسه واقع شده‌است

## منابع

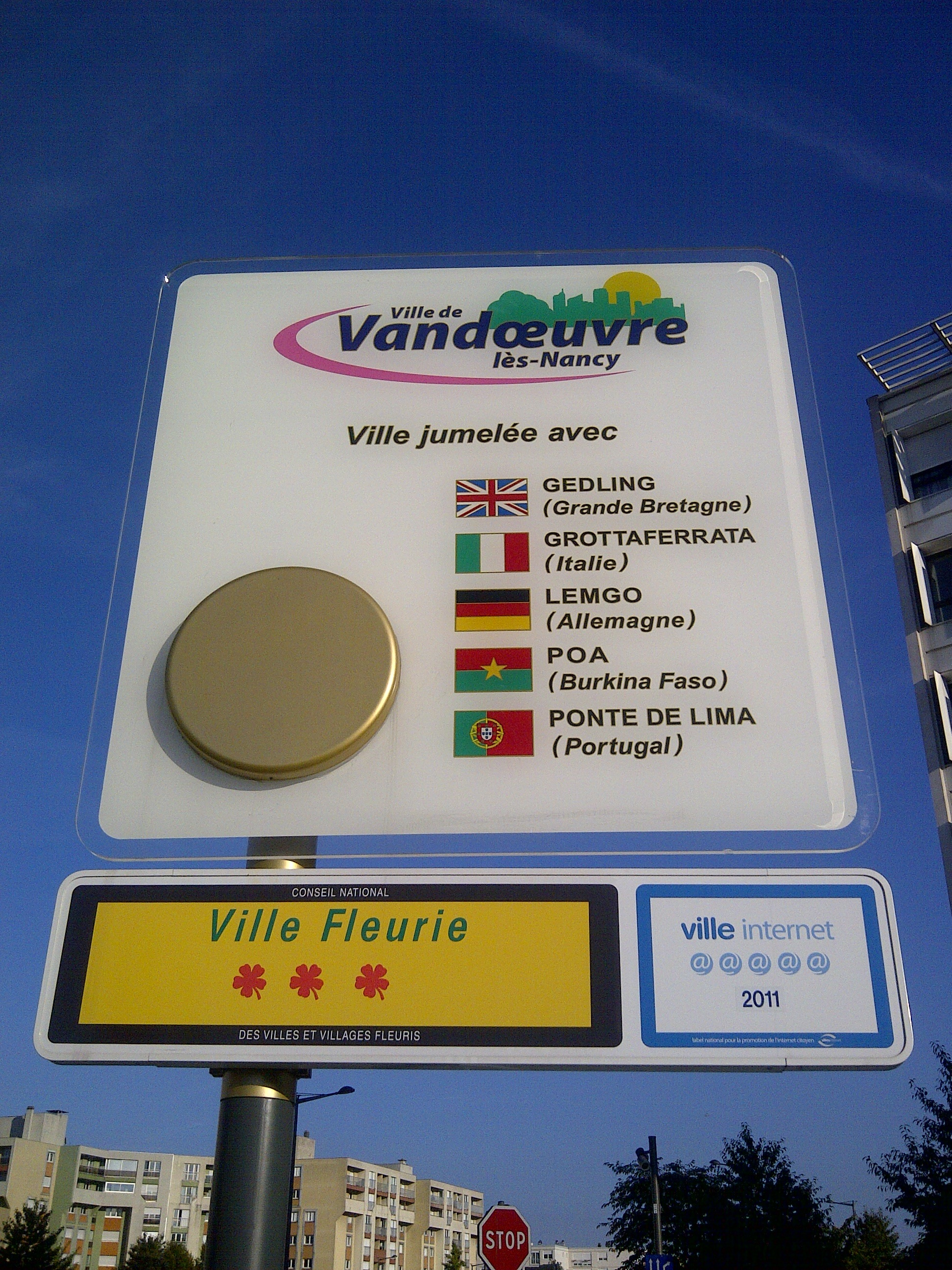
واندور لنانسی